# Основа слова
Основа  слова — частина слова (як правило незмінна, або змінна), яка вказує на його лексичне значення; частина словоформи без флексії.
Основи слова можуть бути непохідні (які складаються з кореня), похідні (з кореня та/чи префіксу та/чи суфіксу) чи перехідні.

## Ознаки та особливості
Ознаки похідності основи:
- емпліцитність етимона;
- здатність основи до подільності на морфеми;
- наявність в основі вільного кореня, який може вживатися у складі слова без суфіксів і префіксів.

Ознаки непохідності основи:
- імпліцитний характер етимона;
- відсутність в основі службових морфем.

Основа вважається похідною, якщо їй притаманні всі ознаки похідності, непохідною — якщо їй притаманні всі ознаки непохідності; решта основ — перехідні основи.
Перехідні основи або вже «відірвалися» від непохідних, але ще не стали похідними, або вже втратили частину ознак похідності, проте повністю ще не перетворилися в непохідні — відповідно до двох взаємопротилежних тенденції розвитку в морфеміці української мови: 1) від похідності до непохідності і 2) від непохідності до похідності.
Похідні основи слід відрізняти від твірних — тих, від яких утворюються нові слова.
Непохідні основи бувають вільні і зв'язані.
Зв'язана основа — це непохідна подільна основа, корінь якої втратив здатність вживатися самостійно без службових морфем. Зв'язані основи є перехідним явищем від основ похідних до основ непохідних у руслі першої тенденції розвитку: уже не можна називати похідними (не мають вільного кореня) і ще не можна називати непохідними (вони ще зберігають здатність до подільності).
Вільна основа — це непохідна основа, корінь якої вживається з іншими афіксами, утворюючи самостійні лексеми.
Розрізняють також прості і складні основи — залежно від кількості кореневих морфем в основі.
Однак, процесом ускладнення основи називають таку зміну морфемної структури слова, при якій відбувається перехід від непохідної основи в похідну (незалежно від зміни кількості коренів в основі); протилежний процес — називають спрощенням основи.
За типами основи бувають суцільні й перервані: в простій основі — один корінь, складній — два і більше. Суцільними називають основи, які не розділяються службовими морфемами.
Окремо виділяють субморфні основи — це такі основи, у складі яких, крім морфів, є субморфи.